# Eucalyptus coolabah
Eucalyptus coolabah ist eine Pflanzenart innerhalb der Familie der Myrtengewächse (Myrtaceae). Sie kommt in ganz Australien, in der Nähe von perennierenden Gewässern vor und wird dort „Coolibah“ oder „Coolabah“ genannt, ein Lehnwort aus der Sprache des Aboriginesstammes der Kamilaroi.

## Beschreibung

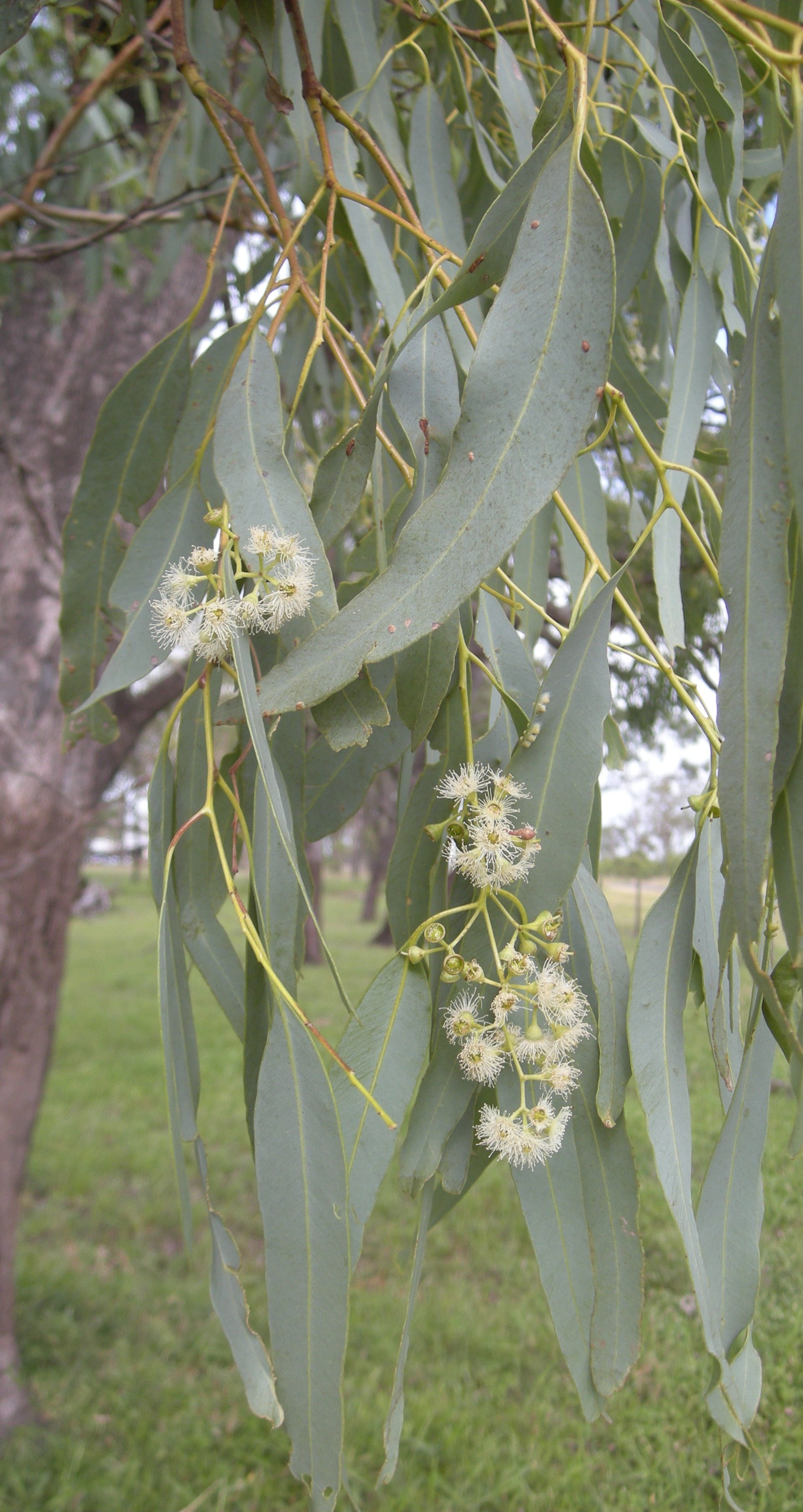
Laubblätter und zusammengesetzte Blütenstände

### Erscheinungsbild und Blatt
Eucalyptus coolabah wächst als Baum, der Wuchshöhen von bis über 15 Meter, selten bis zu 20 Meter erreicht. Die Borke verbleibt am Stamm und den größeren Ästen, ist grau mit weißlichen Flecken, faserig-schuppig, oben glatt weiß oder grau und schält sich in kurzen Bändern ab. Der Stammdurchmesser erreicht über 60 Zentimeter, selten bis über 1 Meter.
Bei Eucalyptus coolabah liegt Heterophyllie vor. Die Laubblätter an jungen Exemplaren sind lanzettlich bis breit-lanzettlich und matt grau-grün bis blau-grün. Die gleichfarbig matt grau-grünen Laubblätter an erwachsenen Exemplaren sind bei einer Länge von 8 bis 17 cm und einer Breite von 1 bis 2 cm schmal-lanzettlich bis lanzettlich.

### Blütenstand und Blüte
An einem im Querschnitt schmal-abgeflachten oder kantigen, 1 bis 9 mm langen Blütenstandsschaft stehen in zusammengesetzten Gesamtblütenständen etwa siebenblütige Teilblütenstände. Der stielrunde Blütenstiel ist 1 bis 4 mm lang. Die blau-grün bereifte Blütenknospe ist bei einer Länge von 2 bis 4,5 mm sowie einem Durchmesser von 2 bis 3 mm eiförmig. Die Calyptra ist konisch, länger als der Blütenbecher (Hypanthium) und genau so breit wie dieser. Alle Staubblätter sind fruchtbar (fertil). Die Staubfäden sind unregelmäßig in der Knospe gebogen. Die Staubbeutel sind länglich.

### Frucht
Die Frucht ist bei einer Länge und einem Durchmesser von jeweils 2 bis 4 mm kugelig oder halbkugelig. Der Diskus ist flach und schmal, die Fruchtfächer stehen hervor.

## Vorkommen

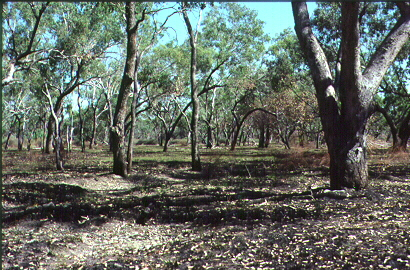
Eucalyptus coolabah am Naturstandort

Eucalyptus coolabah ist an einigen Standorten eine dominante Art und wächst in grasigem, lichten Wald auf schweren Lehmböden in der Nähe von perennierenden Gewässern vor. Das Hauptverbreitungsgebiet erstreckt sich vom westlichen und nördlichen New South Wales über das südliche und mittlere Queensland über die Mitte des Kontinents bis in den Norden von Western Australia.

## Systematik
Die Erstbeschreibung von Eucalyptus coolabah erfolgte 1934 durch William Faris Blakely in A Key to the Eucalypts, S. 245–246. Ein Synonym für Eucalyptus coolabah Blakely & Jacobs ist Eucalyptus microtheca F.Muell.
Von Eucalyptus coolabah gibt nach  World Checklist of Selected Plant Families von Kew 2008 und Flora of New South Wales Online drei Unterarten:
- Eucalyptus coolabah subsp. arida (Blakely) L.A.S.Johnson & K.D.Hill, Syn.: Eucalyptus coolabah var. arida Blakely: Knospen, Früchte und Zweige blau-grün, Calyptra gerundet und stumpf, Laubblätter an erwachsenen Exemplaren dick.[1]
- Eucalyptus coolabah Blakely & Jacobs subsp. coolabah: Knospen, Früchte und Zweige nicht blau-grün.[1]
- Eucalyptus coolabah subsp. excerata L.A.S.Johnson & K.D.Hill: Knospen, Früchte und Zweige sind blau-grün, Calyptra konisch und spitz, Laubblätter an erwachsenen Exemplaren dünn.[1]

## Volkslied
Im australischen Volkslied Waltzing Matilda ist Eucalyptus coolabah erwähnt:
Once a jolly swagman camped by a billabong,

Under the shade of a coolibah tree,

And he sang as he watched and waited till his billy boiled,

You’ll come a-Waltzing Matilda with me.